# Gare de Ravenstonedale

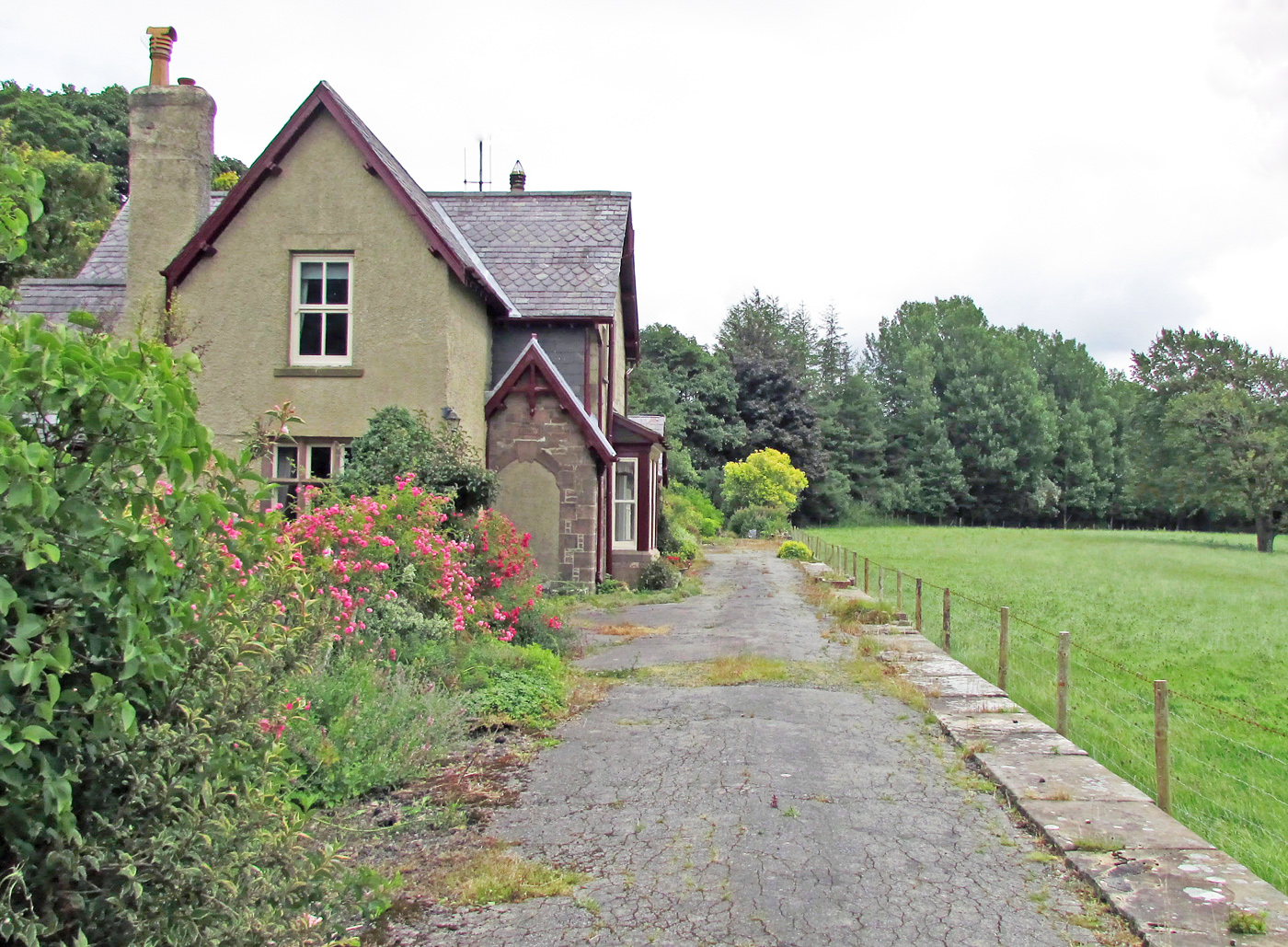

La gare de Ravenstonedale est une gare ferroviaire anglaise fermée, de la ligne South Durham and Lancashire Union Railway (en), située près du village de Newbiggin-on-Lune sur le territoire du Civil parish de Ravenstonedale, à proximité de Newbiggin-on-Lune, dans le comté de Cumbria. 
Mise en service en 1861, elle est fermée au service des voyageurs en 1952 et à celui des marchandises en 1962.

## Situation ferroviaire
La gare de Ravenstonedale était située sur la ligne South Durham and Lancashire Union Railway (en) entre les gares de Tebay et de Kirkby Stephen Est.

## Histoire
La station de Newbiggin est mise en service 8 août 1861, par la South Durham and Lancashire Union Railway, lorsqu'elle ouvre à l'exploitation du service des voyageurs la section de Barnard Castle à Tebay. La station est établie dans le village de Newbiggin  à environ 3 kilomètres de Ravenstonedale. Elle a la particularité d'avoir des quais décalés, le passage des voies s'effectuant à leurs extrémités. Le quai opposé à celui du bâtiment principal dispose d'un abri. Au sud des quais voyageurs se situe la cour des marchandises avec une halle en bois et deux voies avec un quai de chargement.
Elle est renommée Ravenstonedale en 1877.
La station est fermée au service des voyageurs le 1er décembre 1952, néanmoins elle reste ouverte au service des marchandises.
Dix ans plus tard, le 20 janvier 1962 la station est fermé à tout trafic.

## Patrimoine ferroviaire
L'ancien bâtiment voyageurs, légèrement remanié, est devenu une habitation privée. La voie ferrée n'existe plus.